# بیلو (دیمیترووگراد)
بیلو (به صربی: Bilo) یک منطقهٔ مسکونی در صربستان است که در دیمیتروگراد واقع شده‌است. بیلو ۱۴ نفر جمعیت دارد.